# Jakub Polák
Jakub Polák (1. září 1952, Karlovy Vary – 25. září 2012, Praha) byl český anarchista a protirasistický aktivista. Angažoval se zejména v oblasti práv Romů a hnutí squatterů.
Polák se v mladistvém věku roku 1968 zapojil do pražského jara a v důsledku toho mu nebylo dovoleno studovat vysokou školu. Účastnil se různých disidentských a podzemních aktivit. V roce 1989 byl spoluzakladatelem stávkového výboru.
Po sametové revoluci Polák působil v Levé alternativě a v Československém anarchistickém sdružení (ČAS). V roce 1991 Polák a další členové ČAS založili časopis A-kontra. Ten vycházel do roku 1995 a opět byl obnoven v roce 1999.
Polák byl zapojen do mnoha protirasistických organizací a aktivit. Opakovaně vystupoval jako zmocněnec obětí rasistických a neonacistických útoků. Jako ocenění svého „trvalého a statečného boje s předsudky a s netečností policie i justice v případech nejotřesnějších rasově motivovaných vražd v České republice“ převzal v roce 2000 Polák v sídle Nadace Charty 77 cenu Františka Kriegla.
Pracoval jako redaktor různých romských periodik, včetně Romano gendalos (Romské zrcadlo) a spolupracoval se zpravodajským serverem Romea.cz.

## Dokumentární esejLéčba dějin(2013)
Osobu Jakuba Poláka přibližuje dokumentární esej Víta Janečka Léčba Dějin – průzkum odkazu Františka Kriegela.